# Fosse no 2 des mines de l'Escarpelle
La fosse no 2 de la Compagnie des mines de l'Escarpelle, dite Douay ou Douai, est un ancien charbonnage du Bassin minier du Nord-Pas-de-Calais, situé à Leforest. Les travaux de fonçage commencent en 1850, près de la gare, et de la ligne Paris-Nord - Lille, à plus de quatre kilomètres de la fosse no 1. Le fonçage s'avère assez compliqué, à cause des venues d'eau, mais la fosse commence à extraire fin 1853. Son ouverture permet d'augmenter la production de la Compagnie, mais ce n'est qu'à partir de 1872, et la mise en service de la fosse no 4 - 4 bis, que celle-ci prendra un véritable essor.
Dans les années 1880, la fosse est victime de nombreux coups de grisou. La fosse no 6 est mise en service, enfin, un lavoir est installé sur le site de la fosse no 2. La fosse cesse d'extraire en 1914, et est détruite durant la Première Guerre mondiale. Elle est reconstruite avec des installations plus modestes en 1919, et assure l'aérage de la fosse no 6, distante de 650 mètres.
Après la Nationalisation, elle assure le retour d'air de la fosse no 8, jusqu'à la fermeture de celle-ci en 1968. Les puits est remblayé en 1970, et les installations sont détruites. Seul reste sur le site la tête de puits matérialisée.

## La fosse

### Fonçage
La fosse no 2 est foncée en mai 1850 à Leforest, près de la gare, de l'autre côté des voies de la ligne Paris-Nord - Lille, à 4 320 mètres au nord-ouest du puits no 1. La concession de l'Escarpelle est accordée le 27 novembre 1850, et porte sur une étendue superficielle de 4 721 hectares. Le terrain houiller est rencontré à 150,18 mètres. Les terrains sont accidentés et inclinés près du puits de 70 à 75°. Le grisou y existe. Le diamètre du puits est de 2,65 mètres. La fosse est envahie par les eaux en février 1853 et ne peut fonctionner qu'en octobre 1853 avec des accrochages établis à 200 et 240 mètres.

### Exploitation
La fosse tombe comme la fosse no 1 sur le faisceau des houilles sèches. Elle entre en exploitation à la fin de 1853 et produit 70 000 hectolitres pendant l'exercice 1853-54, puis successivement 208 000 hectolitres en 1854-55, 280 000 hectolitres en 1855-56, 335 000 hectolitres en 1856-57 et 400 000 hectolitres en 1857-58. Bien que la fosse no 2 permette à la Compagnie d'augmenter sa production, ce n'est que la mise en service de la fosse no 4 - 4 bis en 1872 qui va augmenter considérablement cette production.
En 1887, la Compagnie construit un lavoir à côté de cette fosse et les installations sont doublées en 1891. De nombreuses explosions de grisou se manifestent en 1880, 1881, 1887, 1888 et 1889. L'extraction cesse en 1914. La fosse est détruite durant la Première Guerre mondiale, mais elle est toutefois reconstruite en 1919 pour assurer l'aérage de la fosse no 6, localisée 650 mètres au nord-nord-est. Après la Nationalisation, elle assure l'aérage de la fosse no 8, située 1 920 mètres au sud-ouest. Le puits cesse son service à l'arrêt de la fosse no 8 en 1968. La production totale est de 1 841 042 tonnes de charbon maigre. Le puits de 346 mètres de profondeur est remblayé en 1970.

### Reconversion
Au début du XXIe siècle, Charbonnages de France matérialise la tête de puits. Le BRGM y effectue des inspections chaque année. Le site, abandonné depuis quelques années, a vu l'installation en 2010 d'une société de sécurité. De nouvelles installations ont été construites.

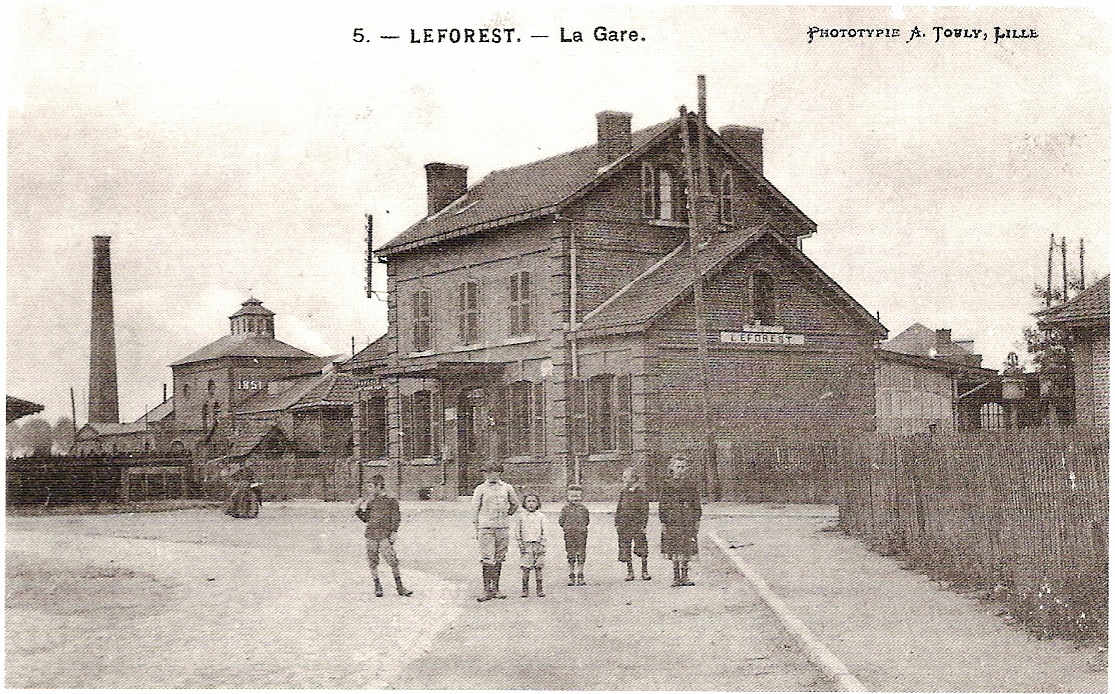
La fosse no 2, en arrière-plan de la gare.
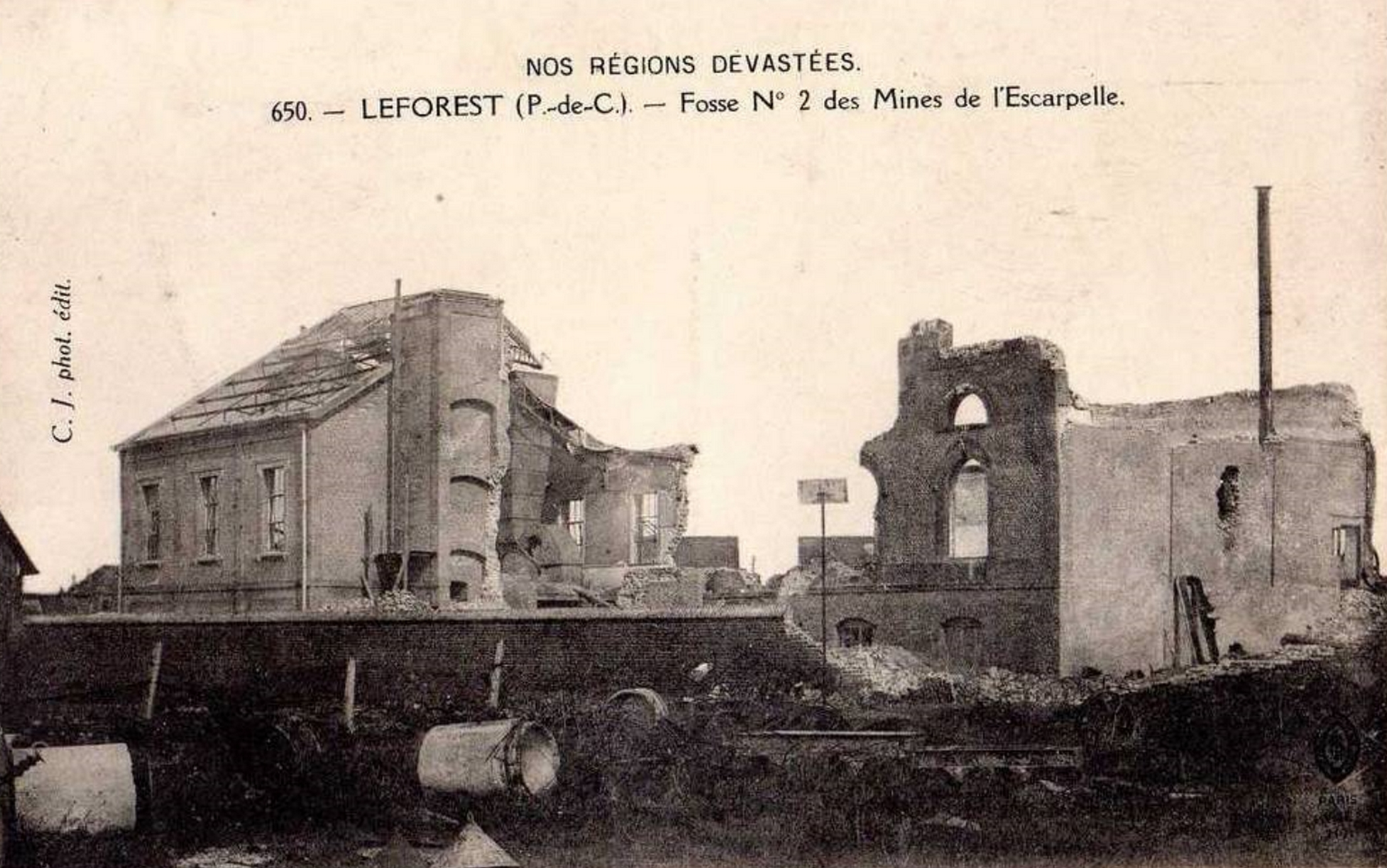
La fosse no 2 détruite à cause de la Première Guerre mondiale.
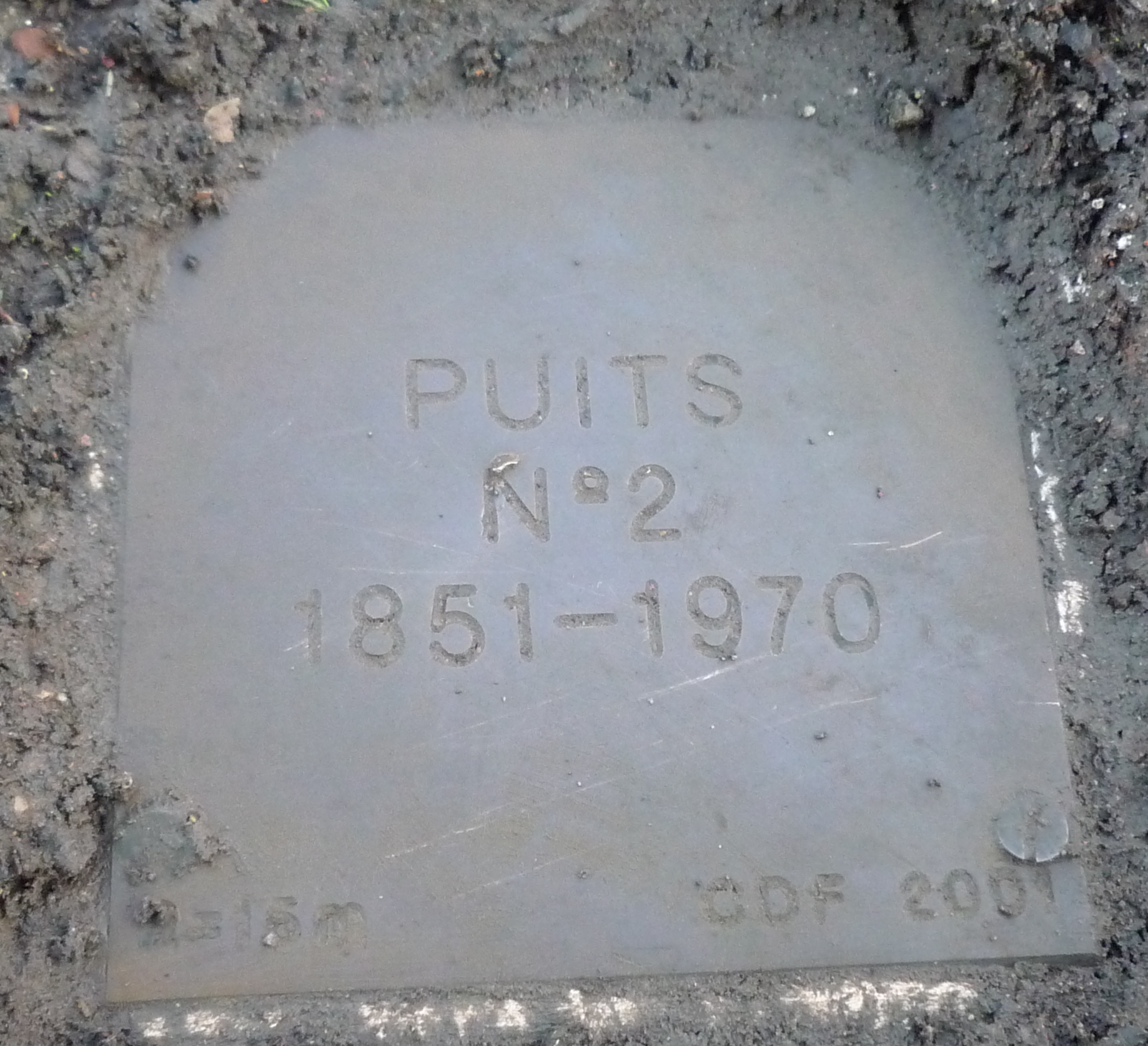
Puits no 2, 1851[note 2] - 1970.
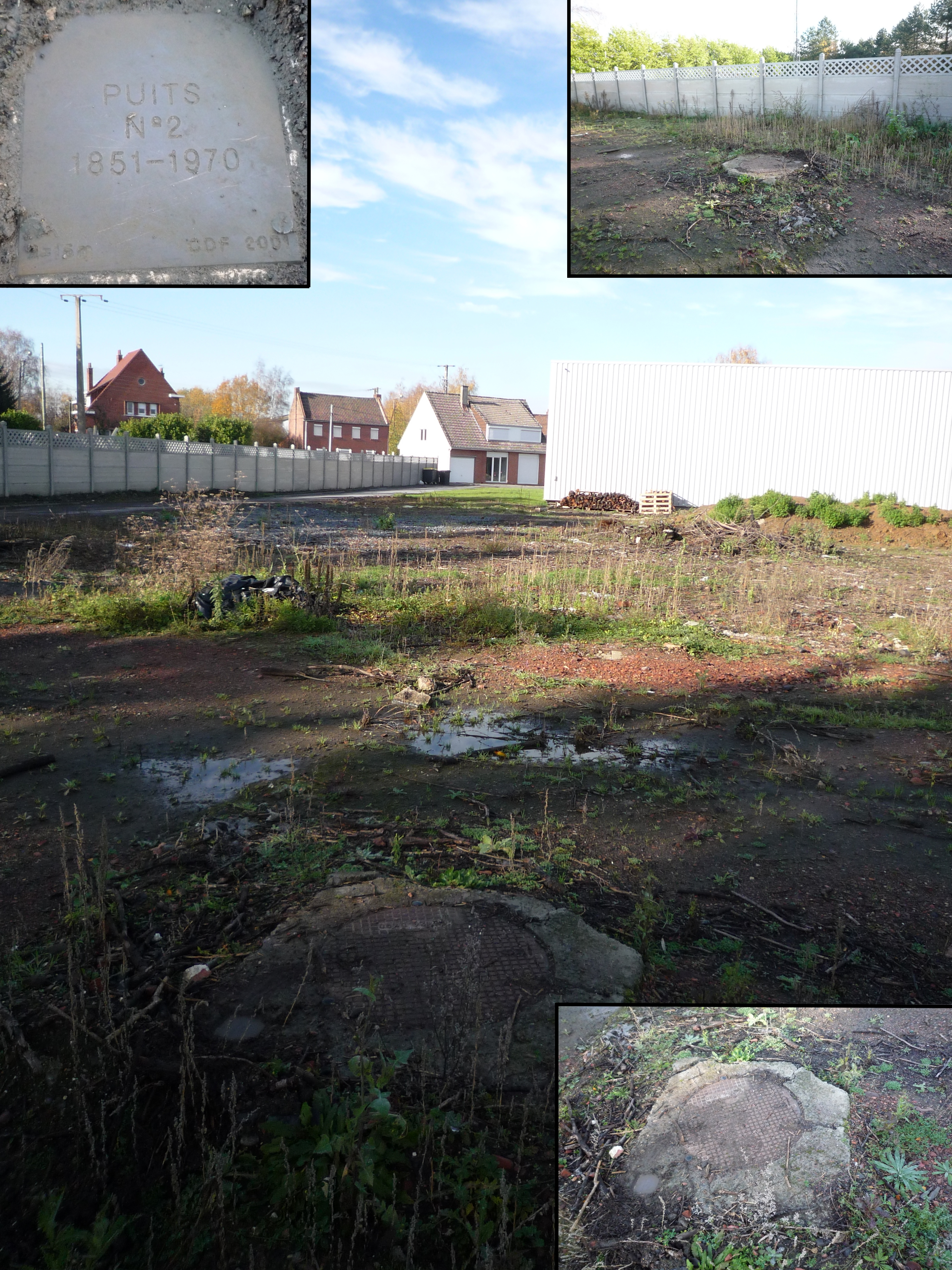
La tête de puits matérialisée no 2.

## La cité
La Compagnie a construit sa première cité à Roost-Warendin pour y loger les mineurs de la fosse no 1. Elle a ensuite créé une nouvelle cité à Leforest, et fin 1857, elle possède 128 maisons au total.